# Blogosfeer
Blogosfeer is een term waarmee alle tot bijna alle weblogs en hun onderlinge verbanden worden aangeduid. De term suggereert hierbij sterk dat deze weblogs samen een grote gemeenschap vormen of tezamen deel uitmaken van een sociaal netwerk, waarin auteurs dagelijks hun mening kunnen publiceren.

## Geschiedenis
De term werd voor het eerst gebruikt op 10 september 1999 door Brad L. Graham. Hij gebruikte de term bij wijze van grap. In 2002 verkreeg de term nieuwe bekendheid dankzij William Quick, waarna de term al snel werd overgenomen door een warbloggemeenschap. De term blogosfeer vertoond grote overeenkomsten met het oudere woord logosfeer (van het Griekse logos, wat woord betekent, en sfeer, wat in deze context geïnterpreteerd kan worden als wereld), ofwel "de wereld van het woord".
Ondanks het feit dat de term humoristisch bedoeld was, werd blogosfeer onder andere door CNN, de BBC, en National Public Radio overgenomen in discussies over publieke meningen en blogs. De term is als zodanig voorbijgekomen in de programma’s Morning Edition, Day To Day, en All Things Considered. In zowel academische als niet-academische werken wordt de term gebruikt als bewijs voor het toenemende, dan wel afnemende, verzet tegen globalisatie en andere topics, zoals het stelsel van blogs dat een aanzienlijke invloed op vooral het Amerikaanse politieke debat wist te leggen. Tevens worde de individuele invloed van bloggers ermee aangeduid.

## Onderzoek
Onderzoek naar de blogosfeer wordt onder andere gedaan met behulp van hypertextlinks, die als markering dienen voor de onderwerpen waar weblogs over gaan. Onder andere de websites Technorati, BlogPulse, Tailrank, en BlogScope proberen hiermee een verband te vinden tussen verschillende weblogs. Tevens kan hiermee worden gekeken hoe snel een meme zich verspreidt door de blogosfeer.